# Amado Jaén
Amado Jaén (Tetuán, Protectorado español de Marruecos, 7 de agosto de 1949-Barcelona, 10 de octubre de 2023) fue un músico español, bajista y compositor  de Los Diablos.

## Trayectoria artística
Nacido en Tetuán pero criado en Barcelona, formó parte del grupo musical español Los Diablos como bajista y compositor desde que la banda se creó en los años 1960, junto a Agustín Ramírez, Enrique Marín y Emilio Sancho, componiendo la versión española de Un rayo de sol, canción del verano de 1970, y la más señera del grupo.
También compuso Fin de semana, Oh, oh, July, Acalorado o Rosana. Fuera del grupo, compuso sintonías de emisoras y programas de radio y de anuncios publicitarios, también adaptó las canciones de dibujos animados de las décadas de 1980 y 1990 como Dragon Ball Z, Isidoro, Caballeros del Zodiaco, Doraemon, Los diminutos, Los Snorkels, Los Picapiedra, Garfield, El inspector Gadget o Dragones y mazmorras, al castellano y al catalán.
Fue productor/compositor del primer contacto de Sergio Dalma con la industria discográfica, con sus primeras maquetas, primeras sesiones de imagen o su primer disco. Autor y autor-compositor de canciones para otros artistas como Tony Ronald, Dyango (Por volverte a ver, Me gusta, Seducirte, Hauria estat preciós) Los Sírex/Santi Carulla (Los mejores años de nuestra vida, Me gustas tú, Como un gato en un tejado) Armando Manzanero (Por volverte a ver), Bertín Osborne (Por volverte a ver), Moncho (Viure encadenats) o la eurovisiva Y sólo tú para José María Bacchelli.